# Марк Лин-Бейкър
Марк Лин-Бейкър (на английски: Mark Linn-Baker; роден на 17 юни 1954 г.) е американски актьор. Най-известен е с ролята си на Лари Апълтън в ситкома „Напълно непознати“.

## Личен живот
През 1995 г. се жени за Ейдриан Лобъл, с която се развежда през 2009 г. Двамата имат една дъщеря. На 29 декември 2012 г. Лин-Бейкър се жени за Криста Джъстъс.

## Избрана филмография
| година | филм              | оригинално заглавие | роля         | режисьор                             |
| ------ | ----------------- | ------------------- | ------------ | ------------------------------------ |
| 1979   | Манхатън          | Manhattan           |              | Уди Алън                             |
| 1986   | Напълно непознати | Perfect Strangers   | Лари Апълтън | Дейл Макрейвън – създател на ситкома |
| 1992   | Шум зад кулисите  | Noises Off          | Тим Алгуд    | Питър Богданович                     |
| 2010   | Как да разбера    | How Do You Know     | Рон          | Джеймс Брукс                         |